# Dream pop
Dream pop (também escrito como dreampop) é um subgênero do rock alternativo e da neopsicodelia que enfatiza tanto a atmosfera e a textura sonora quanto a melodia pop romântica. As características comuns incluem vocais ofegantes, produções densas e efeitos de reverb, eco, tremolo e chorus. Muitas vezes o dream pop se mistura ao gênero shoegaze de forma que intercambiável e pouco distinguível.
O gênero ganhou destaque na década de 1980 através do trabalho de grupos como Cocteau Twins e A.R. Kane. Outros grupos como My Bloody Valentine, Galaxie 500, Julee Cruise, Lush e Mazzy Star lançaram álbuns significativos no estilo. O dream pop viu uma popularidade renovada entre os ouvintes da geração millennial após o sucesso de Beach House no final dos anos 2000.

## Características
O termo dream pop é frequentemente relacionado a "imersão" experimentado pelo ouvinte, tal qual como um "sonho". O The AllMusic Guide to Electronica (2003) definiu o dream pop como "um subgênero atmosférico do rock alternativo que se baseia em texturas sonoras tanto quanto na melodia". De acordo com a revista Paste, o gênero enfatiza o estado de espírito e os sons sobre as letras, de modo que "acordes e faixas se confundem com tanta frequência que pode ser difícil decifrar quando uma música terminou e outra começou". As características comuns são os vocais ofegantes, o uso de efeitos de guitarra e um som densamente produzido, com "guitarras nebulosas e distorcidas" combinadas com "vocais murmurados às vezes completamente borrados em uma parede de ruídos". A música dream pop foca mais texturas do que nos riffs propulsores do rock. Efeitos como reverb e eco são onipresentes, com tremolo e chorus também muito presente nas gravações.
As letras geralmente são de natureza introspectiva ou existencial, mas podem ser difíceis de ouvir ou até mesmo incompreensíveis na mixagem. Na visão do crítico Simon Reynolds, o dream pop "celebra experiências arrebatadoras e transcendentes, muitas vezes usando um imaginário místico e dopado". Em 1991, ele sugeriu que essa tendência escapista poderia ser uma resposta à paisagem cultural do Reino Unido durante a década de 1980: "Após 12 anos de governo conservador na Grã-Bretanha, qualquer idealismo ou envolvimento político construtivo parece fútil para essas classe-média derrotada e alienada". Da mesma forma, de acordo com Rachel Felder, artistas do dream pop muitas vezes recusam em expor representações da realidade social em favor de experiências ambíguas ou alucinógenas.

## História

### Décadas de 1960–1970: Origens
Segundo o autor Nathan Wiseman-Trowse, "a abordagem da pura fisicalidade do som" do dream pop foi "indiscutivelmente pioneira na música pop a partir de figuras como Phil Spector e Brian Wilson (fundador dos Beach Boys)". Um exemplo de dream pop ainda na fase embrionária é a música de 1970 dos Beach Boys "All I Wanna Do". A musicalidade do The Velvet Underground nas décadas de 1960 e 1970 também foi um marco importante para o desenvolvimento do gênero, a banda experimentou sonoridades com repetições, tons e texturas sobre a estrutura da música convencional. Na estreia em 1967, The Velvet Underground & Nico, incorporou o que o crítico musical Marc Beamount chama de "dream pop psicodélica", além de uma variedade de outros estilos. O jornalista musical John Bergstrom reconhece faixa "Let It Down" (1970) de George Harrison, como uma progenitora do gênero, ao mesmo tempo em que afirma que o álbum All Things Must Pass, produzido por Spector, influenciou "muitas bandas cheias de eco e guitarras que surgiram desde então, misturando rave-ups poderosos com sessões melancólicas, down-tempos reflexivos e uma inclinação espiritual. Posteriormente os The Byrds influenciariam as "harmonias desmaiadas" de grupos dream pop britânicos.

### Início e meados da década de 1980: Desenvolvimento
A. J. Ramirez do PopMatters traça uma linha evolutiva do rock gótico ao dream pop. O subgênero "ethereal wave" derivado do gótico do início dos anos 1980 foi levado às cenas dream pop e shoegaze com seus sons de guitarra carregados de efeitos e vocais femininos; foi representado principalmente por Cocteau Twins e selos como 4AD e Projekt Records. A Rolling Stone descreve o "dream pop moderno" como originário do trabalho do início dos anos 80 de Cocteau Twins e seus contemporâneos. Jason Ankeny da AllMusic define o selo 4AD como uma confluência do som "distintamente fluídos" dos Cocteau Twins e os vocais operísticos e indecifráveis da cantora Elizabeth Fraser. De acordo com a Pitchfork, Vini Reilly do selo Factory Records e músico da banda The Durutti Column "incorporou o clichê do guitarrista suicida do dream pop em meados da década de 1980 com suas "performances narcóticas" pressagiando bandas posteriores como My Bloody Valentine e Galaxie 500.
O álbum It'll End in Tears de 1984 do "supergrupo dream pop" da 4AD, This Mortal Coil, foi concebido pelo chefe da gravadora Ivo Watts-Russell e contou com membros do Cocteau Twins e Dead Can Dance. O álbum ajudou a "estabelecer um modelo para o dream pop" e associou a antiga gravadora gótica do Reino Unido ao estilo. O single "Song to the Siren" de 1983, cover de Tim Buckley, tornou-se um trabalho tão influente no gênero que ofuscou o lançamento do álbum completo It'll End in Tears. Teve sucesso no UK Indie Chart, permanecendo lá de forma consistente por dois anos. O diretor de cinema David Lynch, incapaz de obter os direitos da versão de This Mortal Coil de "Song to the Siren" para seu filme de Veludo Azul, de 1986, recrutou o compositor Angelo Badalamenti e a cantora Julee Cruise para gravar uma faixa de substituição. O resultado foi "Mysteries of Love", descrito pela Rolling Stone como um desenvolvimento significativo do dream pop que "deu ao gênero um brilho sintetizado". O trio Cruise, Lynch e Badalamenti mais tarde gravou o álbum Floating into the Night, de 1989, que elaborou ainda mais o estilo e apresentou o tema de Twin Peaks e o single "Falling", que chegou ao top 10 do Reino Unido.

### Final dos anos 1980-1990: cena Shoegaze
O termo "dreampop" foi cunhado no final da década de 1980 por Alex Ayuli da banda A.R. Kane para descrever o som eclético de sua banda, que misturava produção de um dub fluído, guitarra distorcida e bateria eletrônica, entre outras influências. Ainda nos anos 1980, o grupo A.R. Kane antecipou praticamente todos os principais avanços musicais da década de 1990, criando raízes desde o shoegaze, trip-hop, ambient dub e até mesmo no post-rock, compondo um som oceânico que remete à um "sonho". A Pitchfork descreve seu álbum de estreia 69 (1988) como um "documento crucial" do movimento dream pop, comentando que o grupo "tinha como objetivo emular uma eteriedade que poderia facilmente se tornar um pesadelo", resultando em uma música que parece "fora de alcance, como sua memória lutando para agarrar o último fio de um sonho antes que ele se esvaia." O rótulo "dreampop" foi posteriormente adotado pelo crítico de música Simon Reynolds para descrever o grupo e mais tarde estendido para a cena shoegaze nascente no Reino Unido. Reynolds descreve o movimento como "uma onda de grupos neo-psicodélicos nebulosos" caracterizados por um "som desforcado e feliz", e credita a influência das "paisagens sonoras etéreas" de Cocteau Twins, bem como estilos mais distorcidos do rock alternativo americano.
Na década de 1990, dream pop e shoegaze eram sinônimos e termos regionais, sendo dream pop o nome pelo qual "shoegazing" era tipicamente conhecido nos EUA e shoegaze mais amplamente difundido no Reino Unido. AllMusic descreve o estilo dream pop como algo que abrange tanto o "feedback alto e brilhante" de My Bloody Valentine quanto o "rock de guitarra pós-Velvet Underground" do grupo Galaxie 500. My Bloody Valentine apresentou um som dream pop único em seu álbum de estreia de 1988, Isn't Anything, com o guitarrista Kevin Shields empregando uma técnica de braço trêmulo para produzir "um drone amorfo, ao mesmo tempo visceral e sem corpo". Galaxie 500 deu novos rumos ao gênero com seu álbum On Fire de 1989, com seu som downtempo carregado de reverberação. Bandas do Reino Unido como A.R. Kane, My Bloody Valentine e Ride desempenharam um papel influente no desenvolvimento do movimento. Outras bandas proeminentes que surgiram do movimento incluem Slowdive e Chapterhouse.
O álbum Heaven or Las Vegas de 1990 do Cocteau Twins provou ser um lançamento icônico no gênero. A banda britânica Lush tornou-se um grupo influente no gênero durante a década de 1990, com Robin Guthrie produzindo seu álbum de estreia Spooky em 1992. De acordo com a Pitchfork, o álbum So Tonight That I Might See de 1993 da banda americana Mazzy Star refletia um som dream pop específico para "a decadência chamativa que é Los Angeles". Essa publicação chamou o álbum de um "clássico dream pop". O dream pop do final dos anos 1980 de A.R. Kane e My Bloody Valentine influenciaram artistas da década de 1990, como Seefeel e Insides, que começaram a incorporar elementos como samples e ritmos sequenciados. A música pop ambiente é descrita pela AllMusic como "essencialmente uma extensão do dream pop que surgiu na esteira do movimento shoegazer", distinto por sua incorporação de texturas eletrônicas e técnicas como samples.

### Anos 2000: Desenvolvimentos contemporâneos
O álbum Person Pitch de 2007 do músico Panda Bear combinou o dream pop influenciado por Beach Boys com técnicas modernas de samples, ganhando aclamação e exercendo uma ampla influência. Grande parte da música associada ao termo chillwave cunhado em 2009 pode ser considerado dream pop. Na opinião de David Schilling, da Grantland, a discussão crítica em torno de chillwave revelou que termos como shoegaze e dream pop foram "arbitrários e sem sentido". O álbum Teen Dream de 2010 da dupla Beach House de Baltimore estabeleceu o grupo como influenciador do dream pop moderno, se baseando nos "devaneios lânguidos" de Cocteau Twins, Mazzy Star e Galaxie 500. O sucesso do grupo no final dos anos 2000 solidificou a popularidade do dream pop entre os ouvintes millennials.